# Kẹo cao su

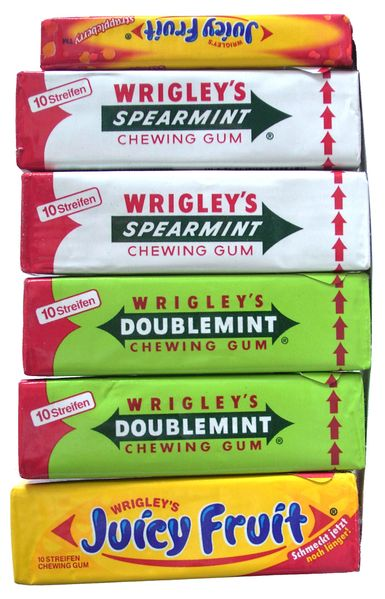
Công ty Wrigleys - nhãn hiệu kẹo cao su nổi tiếng.
Từ trên xuống dưới: Juicy Fruit, Spear Mint, Doublemint

Kẹo cao su (còn gọi kẹo gum hoặc kẹo sinh-gum do phiên âm từ chewing-gum) là một dạng kẹo được thiết kế mềm để nhai mà không nuốt. Theo truyền thống, nó được làm từ nhựa chicleđược lấy từ cây hồng xiêm. Tuy nhiên, ngày nay, vì lý do kinh tế và chất lượng nên kẹo cao su sử dụng chất polymer trên nền dầu mỏ thay cho nhựa chicle từ cây hồng xiêm. Người Mêxicô rất thích ăn loại kẹo này và nhai nó suốt ngày. Từ đó, danh tiếng kẹo cao su lại được vang đi khắp mọi nơi trên thế giới. Đây là loại kẹo đặc biệt, đường sẽ tan nhanh và kẹo sẽ hết ngọt sau khi nhai một thời gian. Loại này thường chỉ nhai mà không nuốt (mặc dù có thể nuốt nhưng không quá 2 viên/thanh).

## Lịch sử
"Kẹo cao su", với những dạng khác nhau, đã tồn tại từ xa xưa, ít ra là từ thời Hy Lạp cổ đại. Người Hy Lạp nhai nhựa của cây nhũ hương; còn ở Ấn Độ, phổ biến là cây trầu không (một loại cây chứa chất gây mê nhẹ); trong khi đó, người Da đỏ lại nhai nhựa thông. Khoảng năm 1850, một loại nhựa được làm từ parafin phát triển nhanh chóng, và trở nên phổ biến, vượt trội hơn cả nhựa thông. Những loại kẹo cao su hiện đại đầu tiên được phát triển vào những năm 1860, khi nhựa cây chicle được nhập khẩu từ México vào Mỹ để coi như một vật liệu mới bên cạnh cao su, nó không thể thay thế hoàn toàn cho cao su nhưng lại nhanh chóng thống trị thị trường. Nhựa cây chicle, và các loại nhựa cây tương tự được các công ty chuyên sản xuất kẹo cao su ưa chuộng vì có kết cấu mịn và mềm, giữ hương vị tốt. Người ta nhai suốt ngày cho đỡ buồn cái miệng.
Thổ dân Maya đã bắt đầu nhai chicle từ 2000 năm trước và kể từ đó người Mexico cũng thường nhai loại chất dẻo này. Chính Nhà độc tài Santa Ann cũng nhai chicle. 

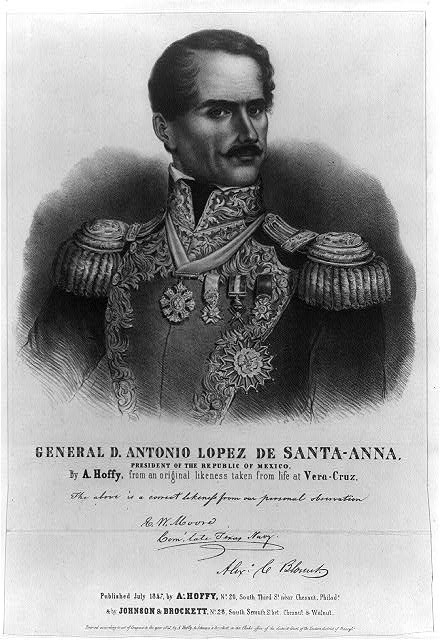
Tướng, nhà độc tài México Antonio Lopez de Santa Anna

## Từ trận chiến Alamo đến phát minh kẹo cao su hiện đại
Antonio López de Santa Anna, là một vị tướng và là một nhà độc tài Mexico, ông ta thích ví mình như "Napoleon" của miền Tây, Nổi tiếng nhất với trận tấn công vũ bão vào Alamo năm 1836 và giết sạch quân phòng thủ ở đó, ông ta trở thành nhà độc tài cai trị Mexico suốt một thời gian dài cho đến khi người Mexico lật đổ, buộc ông phải sống lưu vong. Và Santa Anna đã đến New York, vào năm 1869, nhà độc tài ở tuổi 75 này đang sống trên đảo State. Ông ta đã có dự định lên kế hoạch quyên tiền cho một cuộc cách mạng ở Mexico bằng cách bán chicle, một loại kẹo dẻo được lấy từ cây hồng xiêm. Khi gặp nhà phát minh Thomas Adams, ông ta vẽ ra một viễn cảnh màu hồng về cách biến chicle thành một chất có giá thành thấp thay thế cao su. Adams đồng ý thử xem sao.
Kế hoạch làm giàu của họ thất bại hoàn toàn. Cuối cùng, Santa Anna trở lại México, còn Adams bế tắc với đống chicle vô dụng. Lúc sắp mang chúng vứt xuống sông East thì ông đi ngang qua một cửa hàng dược phẩm và nhìn thấy một cô bé đang mua kẹo sáp để nhai. Sực nhớ rằng người Mexico thường nhai chicle, Adams nghĩ ông có thể vớt vát được đống bỏ đi này bằng cách biến thành kẹo dẻo.
Chicle đã chứng tỏ được ưu thế vượt trội so với kẹo sáp. Sản phẩm "kẹo gôm số 1 New York của Adams" trở nên phổ biến. Đây là tổ tiên của tất cả những gói kẹo cao su trên kệ hàng ngày nay. Và nó đã tạo ra một cơn sốt kẹo cao su mà cho đến nay vẫn còn chưa hạ nhiệt.
Sau loại kẹo đầu tiên, Adams đã cho ra đời nhiều loại tiếp theo, trong đó có loại kẹo cao su Blackjack hương cam thảo và một sản phẩm hiện nay vẫn còn tồn tại trên thị trường là Chiclet.

## Các dạng kẹo cao su
Ngày nay, kẹo cao su đạt đến sự đa dạng của hương vị. Không có kiểu kẹo cao su nào tiêu chuẩn, nó có thể được phát triển thành nhiều hình dạng, kích thước. Một số ví dụ gồm:
- Dạng tép (dạng thẻ): phẳng, mỏng.
- Dạng cuộn tròn: hình dạng tương tự như dạng tép nhưng dài hơn, vì thế nó được cuộn tròn lại bên ngoài một cái lõi.
- Dạng viên bao đường: thông thường được đóng gói trong giấy bạc.
- Dạng nhân mềm: bên trong có nhân ngọt.
- Dạng thổi bóng: độ dai cao, có thể thổi thành bong bóng.
- Dạng không đường: dùng để ăn kiêng.

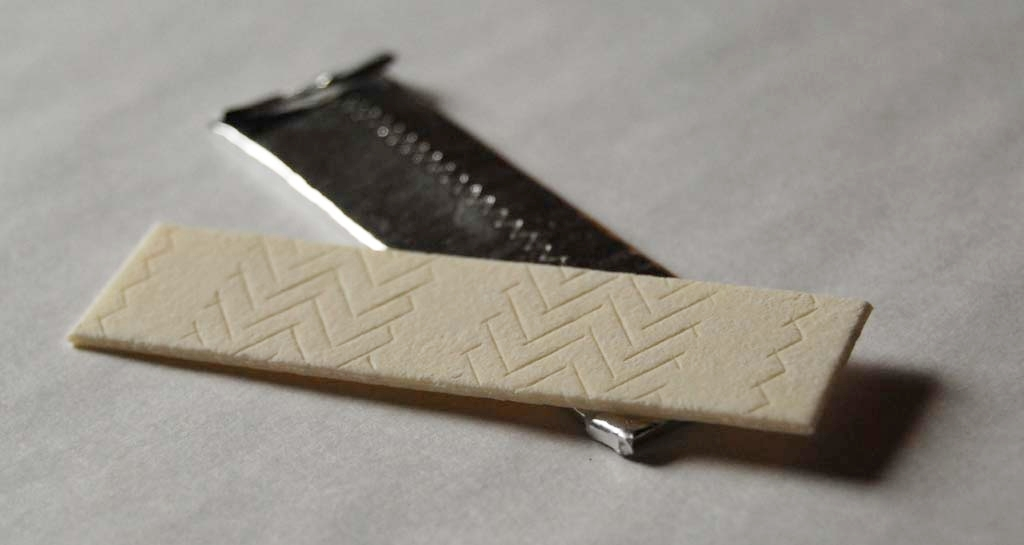
kẹo cao su dạng thẻ/tép
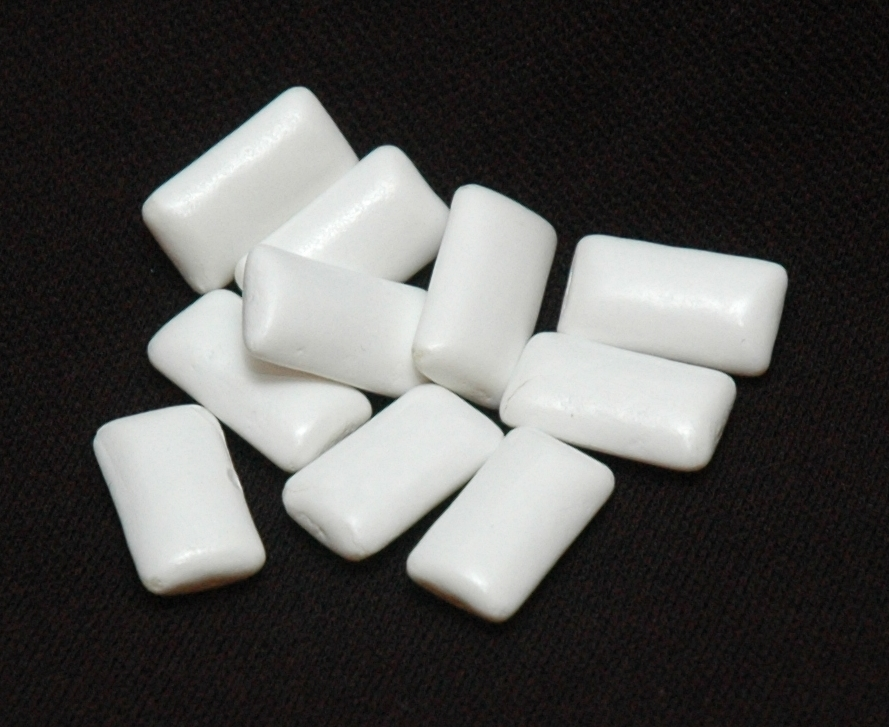
Kẹo cao su viên vuông
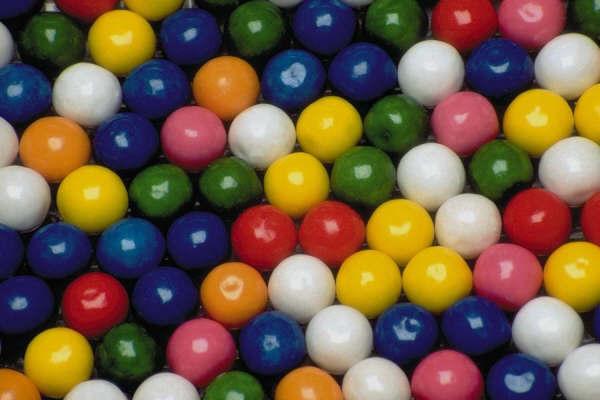
Kẹo cao su viên tròn

## Kẹo cao su và vấn đề sức khỏe
Nếu ăn quá nhiều kẹo cao su (đặc biệt là vị bạc hà) sẽ gây nóng, mọc mụn nhiều và chảy máu dạ dày.
Khi nuốt lượng lớn bã kẹo cao su (từ 2 thanh trở lên) có thể gây tắc ruột nếu không kịp thời xử lý nhất là với trẻ nhỏ hệ đường ruột chưa hoàn thiện.

## Kẹo cao su và sức khỏe răng miệng[1]

### Kẹo cao su chứa đường
Sucrose là một loại đường đôi, thường có trong thành phần kẹo cao su. Vi khuẩn trong miệng chuyển hóa sucrose và các loại carbohydrate có khả năng lên men khác. Những loại vi khuẩn này (đặc biệt là Streptococcus mutans và Lactobacillus spp) hình thành màng sinh học và axit làm mất khoáng men răng và tạo lỗ sâu. Mức độ gây sâu răng của kẹo cao su chứa đường còn tùy thuộc vào đặc tính tương hợp lý học, thời gian giữ kẹo trong miệng, tần suất nhai và thời điểm sử dụng (ví dụ, nhai kẹo cao su chứa đường trước khi ăn giúp giảm sản xuất axit, ít gây sâu răng hơn trường hợp nhai kẹo sau ăn).

### Kẹo cao su không đường
Kẹo cao su có nhãn dán "không đường" nếu lượng đường trong mỗi viên kẹo ít hơn 0,5g. Các chất tạo vị ngọt mạnh thay thế đường trong kẹo cao su như: acesulfame kali, aspartame, neotame, saccharin, sucralose hoặc đường từ cây cỏ ngọt. Các dẫn xuất rượu của đường (sugar alcohol) / như erythritol, isomalt, maltitol, mannitol, sorbitol hoặc xylitol cũng có thể tạo độ ngọt cho kẹo. Khác với đường, những chất tạo ngọt này không gây sâu răng vì vi khuẩn gây bệnh trong mảng bám chuyển hóa chúng chậm hoặc không chuyển hóa được. Những chất tạo ngọt này dù chứa hàm lượng calo thấp hơn đường nhưng theo Cục quản lý thực phẩm và dược phẩm Hoa Kỳ (hiệp hội FDA), aspartame và các hợp chất rượu từ đường kể trên đều là chất tạo ngọt dinh dưỡng vì chứa hơn 2% calo so với một lượng đường tương đương.

### Acid
Kẹo cao su có chứa axit tạo vị (như axit citric) hoặc axit do vi khuẩn sinh ra khi dùng loại kẹo chứa đường có thể làm giảm pH mảng bám. Giá trị pH tới hạn gây ra phá hủy men răng là 5,5. Khi pH giảm dưới giá trị này sẽ gây ra quá trình mất khoáng men và hình thành sang thương sâu răng. Kẹo cao su có pH thấp hơn 5,5 có thể góp phần làm mòn men răng.

### Lượng nước bọt
Lưu lượng nước bọt không kích thích trung bình ở người khỏe mạnh là 0,3-0,4 mL/phút. Hoạt động cơ học khi nhai sẽ kích thích nước bọt: khi nhai kẹo cao su không đường và không vị cũng gây kích thích lưu lượng nước bọt tăng 10-12 lần so với khi không kích thích. Các chất tạo vị cũng gây kích thích nước bọt. Lưu lượng nước bọt kích thích tăng đáng kể khi nhai kẹo cao su có chất tạo ngọt và tạo vị.
Nước bọt kích thích ngăn ngừa nguy cơ xoi mòn răng qua một vài cơ chế. Nước bọt trung hòa axit có trong thức ăn và đồ uống làm yếu bề mặt men răng. Đồng thời, khi nuốt lượng nước bọt kích thích dư thừa sẽ giúp rửa sạch axit. Nước bọt kích thích chứa protein, natri, calci, clo và bicarbonate ở nồng độ cao, do đó có khả năng đệm mạnh hơn nước bọt không kích thích. Ngoài ra, nước bọt còn cung cấp cho bề mặt răng một lượng protein, tạo ra lớp men mỏng chống lại sự xoi mòn.
Nước bọt kích thích cũng giúp rửa trôi các loại carbohydrate có khả năng lên men, do đó giúp loại bỏ chúng trước khi vi khuẩn trong mảng bám thực hiện quá trình chuyển hóa. Cơ chế này cùng với quá trình bảo vệ chống xoi mòn răng đã nêu ở trên là những lý do giải thích vì sao các thử nghiệm lâm sàng cho thấy tỷ lệ mắc sâu răng giảm ở các đối tượng nhai kẹo cao su ít đường trong 20 phút sau khi ăn.

### Những tác động khác của kẹo cao su
Kẹo cao su làm tăng lượng nước bọt nên cũng giúp rửa sạch axit trong thực quản thông qua việc làm tăng quá trình tiết và nuốt. Kẹo cao su còn làm giảm các triệu chứng ở bệnh nhân trào ngược dạ dày – thực quản hay trào ngược thanh quản – hầu.
Kẹo cao su không đường còn là phương pháp hiệu quả để điều trị khô miệng ở những bệnh nhân còn khả năng tiết nước bọt. Theo một tổng quan hệ thống, sử dụng kẹo cao su không đường cải thiện các triệu chứng chủ quan của khô miệng tương đương với các tác nhân kích thích nước bọt và tác nhân thay thế nước bọt (nước bọt nhân tạo) nhưng không có hiệu quả kéo dài. Hiện chưa có bằng chứng nào về một loại kẹo cao su chuyên biệt có tác dụng ưu việt ở mặt này.

### Có thể sử dụng kẹo cao su thay cho chải răng và dùng chỉ nha khoa không?
Chỉ nên sử dụng kẹo cao su để hỗ trợ việc chải răng và dùng chỉ nha khoa, không phải là một phương pháp thay thế. Theo khuyến cáo của ADA, nên chải răng ngày 2 lần với kem đánh răng có chứa fluor và làm sạch mảng bám kẽ răng 1 lần mỗi ngày bằng chỉ nha khoa hoặc các dụng cụ nha khoa khác.

## Kẹo cao su và vấn đề xã hội

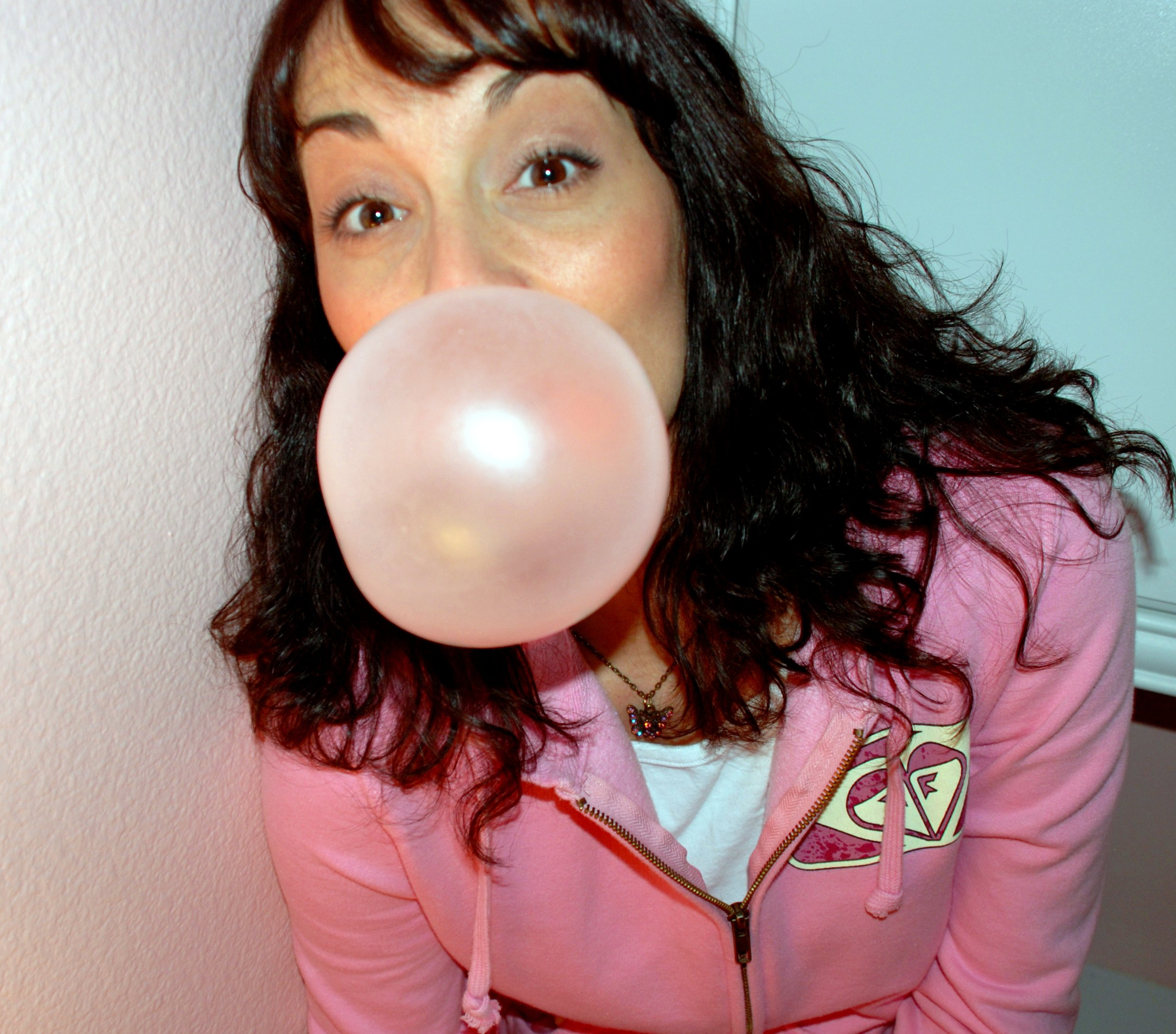
Thổi bong bóng bằng kẹo cao su

Hiện nay, kẹo cao su là một loại thực phẩm dùng để đỡ buồn miệng. Nếu nhổ bã kẹo bừa bãi, nó có thể gây phiền hà cho người khác, làm mất vệ sinh. Vì vậy, phải gói bã vào tờ giấy mỏng và vứt vào thùng rác sau khi nhai hết vị ngọt.

## Vấn đề bã kẹo cao su
Bã kẹo cao su dính rất chặt và chắc với bê tông và những bề mặt cứng khác, cần một nỗ lực rất lớn để loại bỏ chúng.
- Nếu bã kẹo dính vào tóc, có thể loại bỏ (ít ra là từng phần) với bơ đậu phộng hay dầu thực vật, bã còn có thể được hoà tan với những loại bột khác nhau. Một cách khác là đặt một túi nước đá trên vùng bị dính bã kẹo rồi lấy ra từ từ. Nếu dính ít, có thể cẩn thận lấy ra bằng lược có răng tốt.
- Nếu bã kẹo dính trên quần áo, có thể đặt vào tủ lạnh cho cứng rồi cạo chúng ra. Phần còn lại còn bị dính trên quần áo, trùm một cặp giấy lên đó và ủi.
- Nếu bã kẹo dính vào bề mặt cứng, có thể dí cục đá thật lạnh lên trên ấy. Bã kẹo sẽ bị cứng lại, chất kết dính không còn. Sau đó, gỡ bỏ trực tiếp bằng tay hoặc cạo bằng dao, kéo, thìa,...